# Abedalá ibne Ali
Abedalá ibne Ali (Abdallah ibn Ali; ca. 712 - ca. 764) foi um membro da dinastia abássida, que desempenhou um papel de liderança na ascensão de sua família ao poder durante a Revolução Abássida. Como governador da Síria, consolidou o controle abássida sobre a província, eliminando os remanescentes da dinastia omíada e suprimindo as revoltas pró-omíadas. Após a morte de seu sobrinho e primeiro califa abássida, Açafá, em 754, lançou uma tentativa para o título califal do irmão de Açafá, Almançor, mas foi derrotado e preso. Estava morto em 764.

## Vida

### Papel na Revolução Abássida

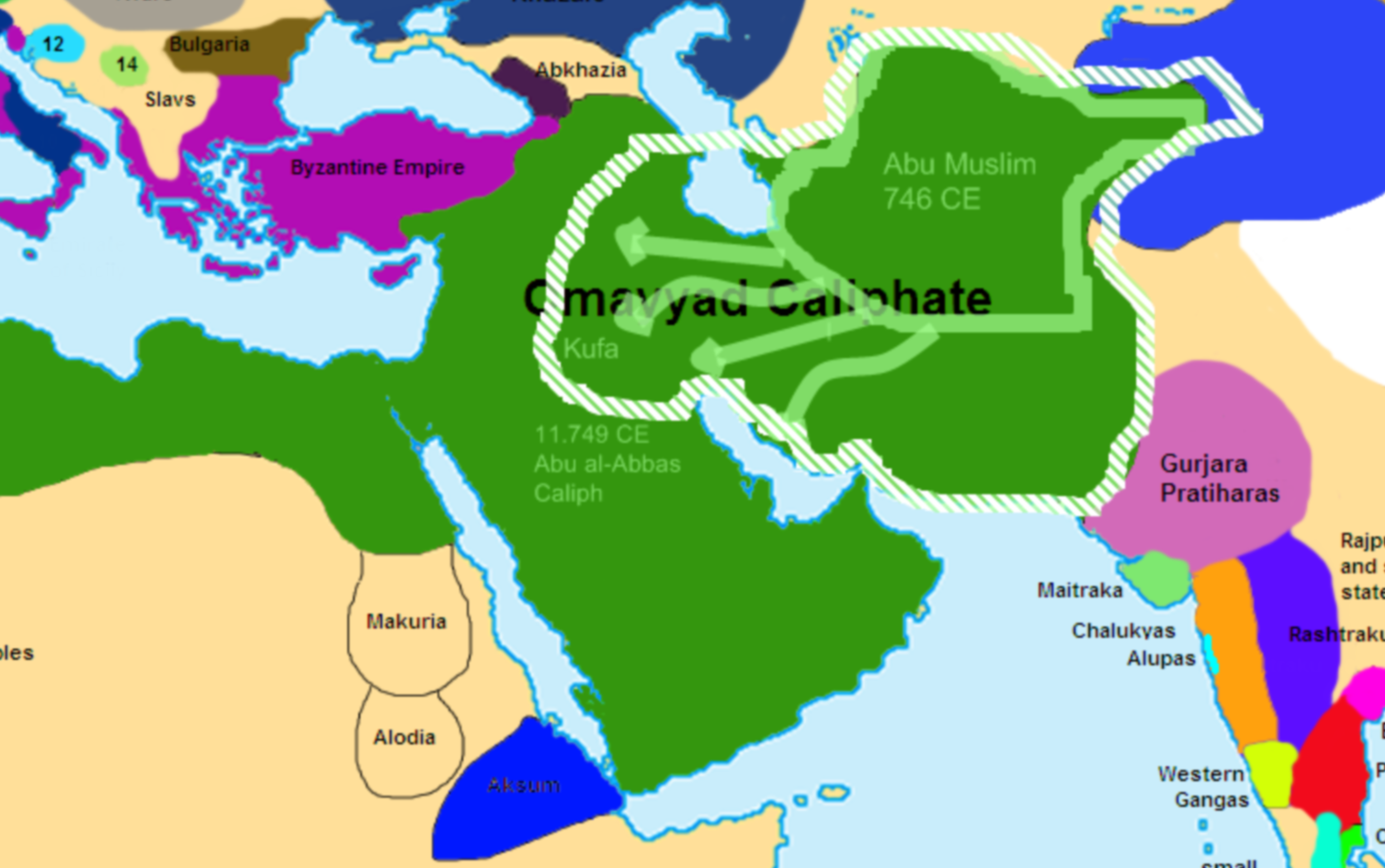
Avanço da Revolução Abássida no Califado Omíada

Abedalá foi um membro da família abássida e tio dos primeiros dois califas, Açafá (r. 746–754) e Almançor (r. 754–775). Pelo começo de 749, a revolta antiomíada que iniciou com Abu Muslim no Coração havia prevalecido nos territórios orientais do califado, e os exércitos coraçanes varreram o oeste através da Pérsia para as fronteiras do Iraque. Em outubro de 749, Açafá foi proclamado califa em Cufa, e rapidamente ganhou a aceitação de Abu Muslim e os cufanos, portanto prevenindo uma tentativa álida para controlar a revolução.
Para cimentar o controle abássida, Açafá nomeou membros de sua família para comandar os exércitos: seu irmão, o futuro Almançor, foi enviado para liderar o Cerco de Uacite, enquanto Abedalá foi enviado para confrontar o califa omíada Maruane II na Jazira. Assim, Abedalá manteve o comando supremo na decisiva Batalha do Zabe, onde as forças abássidas derrotaram Maruane II e lideraram sua perseguição, primeiro na Síria, onde ele capturou a capital omíada de Damasco, e então na Palestina, forçando Maruane a fugir para o Egito. Seu irmão Sale seguiu Maruane para o Egito, onde o governante omíada foi capturado e executado.

### Governo da Síria e supressão de revoltas omíadas

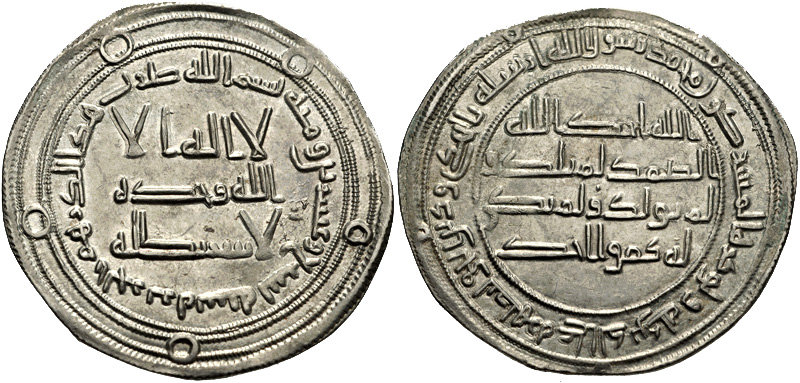
Dirrã do califa r.

Como o primeiro governador abássida da Síria, Abedalá provou-se um inimigo implacável dos omíadas, vigorosamente perseguindo os membros da família. Segundo K. V. Zetterstéen, "ele encolheu de nenhum método para exterminá-los raiz e ramo. Durante sua estadia na Palestina, teve aproximados 80 deles assassinados de uma vez." Tão efetivo era sua perseguição, que apenas um único membro da dinastia, o neto de Maruane, Abadalá Ramane ibne Moáuia (Abderramão I), conseguiu escapar da morte e fugir ao Alandalus, onde estabeleceu uma nova dinastia omíada.
Esta severa supressão, e as depredações dos vitoriosos soldados coraçanes, logo provocaram uma revolta das tribos sírias, liderada pelo governador Junde de Quinacerim (Jund Qinnasrin), Abu Aluarde ibne Alcutar. Eles foram auxiliados por Abu Maomé Alçufiani, um descendente do califa Moáuia I, que colocou-se como um candidato para reviver o Califado Omíada. Os rebeldes foram inicialmente bem-sucedidos, expulsando um exército abássida sob o irmão de Abedalá, Abedal Samade, próximo de Quinacerim (Cálcis da Celessíria), mas Abedalá finalmente conseguiu uma pesada vitória sobre eles em Marjal Acram (Marj al-Akhram) no final de 750. Abu Aluarde caiu, enquanto Abu Maomé fugiu para o deserto.
Um sobrinho de Abu Maomé, Alabas ibne Maomé, rebelou-se em Alepo pouco depois, mas Almançor, que governou a Jazira, enviou tropas que reprimiram a revolta antes de Abedalá chegar. Abedalá então marchou para a fortaleza fronteiriça de Sumaiasate (Samósata), onde dispersou lealistas omíadas que haviam se reunido sob Ixaque ibne Muslim Alucaili. No evento, uma acordo negociado foi alcançado entre Ixaque e Almançor, e muitos dos líderes pró-omíadas foram aceitos nas fileiras dos abássidas. Outra revolta, chefiada por Abane ibne Moáuia, um neto de Hixame ibne Abedal Maleque, irrompeu no verão de 751 próximo de Sumaiasate, forçando Abedalá e realizar um raide no Império Bizantino para suprimi-la. Outro lealista omíada, Abedal Samade ibne Maomé ibne Alhajaje ibne Iúçufe, conseguiu evitar ser derrotado e capturado até 755.

## Proposta para o califado

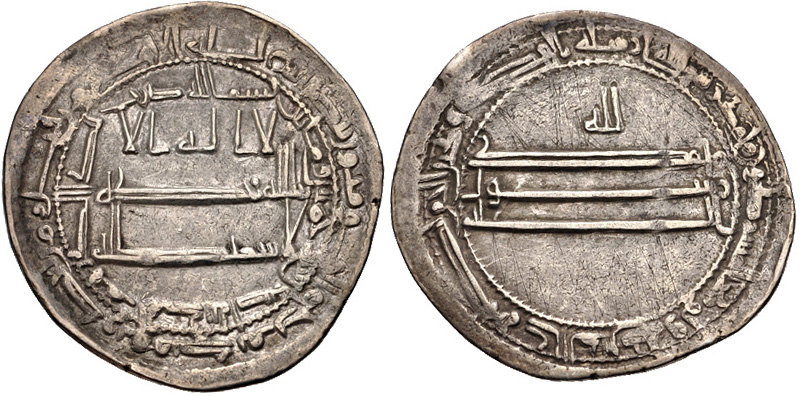
Dirrã de Açafá r.

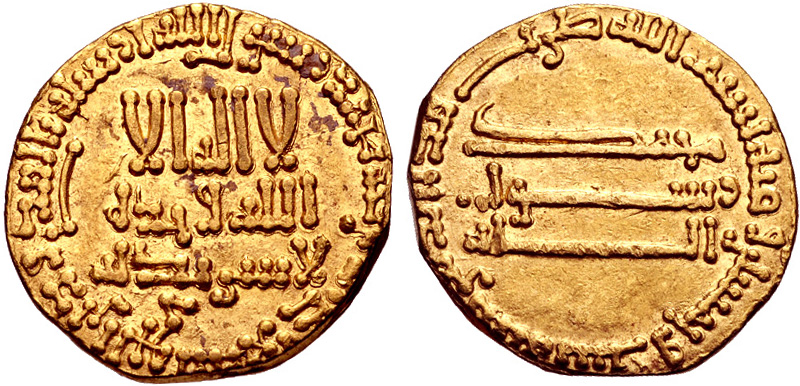
Dinar de ouro de Almançor r.

Apesar da recorrência de revoltas pró-omíadas na Jazira, pelos poucos anos seguintes Abedalá foi aparentemente capaz de assegurar a lealdade da nobreza tribal síria, e a província permaneceu sobretudo calma. Pelo tempo da morte de Açafá em junho de 754, ele aparece, ao lado de Almançor e do vice-rei do Oriente, Abu Muslim, como um dos três homens mais poderosos no califado. Açafá morreu quando dirigia-se para Meca, e em seu leito de morte nomeou Almançor como seu herdeiro. Nesse tempo, Abedalá estava preparando uma grande campanha contra o Império Bizantino, e havia reunido um grande exército para este objetivo. Após receber as notícias da morte de Açafá, proclamou-se califa, alegando que Açafá havia prometido-lhe a sucessão como recompensa de seu papel na derrubada de Maruane II.
A veracidade da alegação de Abedalá e o nível de legitimidade que ele gozou perante Almançor é difícil de afirmar devido a prevalência de tradições hostis após sua morte, mas, como P. Cobb comenta, "o que todos os relatos concordam sobre é que a sucessão de Açafá não foi solidamente segura antes de sua morte, e havia indícios que Abedalá "havia pintado-se como um óbvio sucessor [...] nos poucos anos antes da morte de Açafá". No entanto, gozou amplo suporte na Síria, seja das tropas siro-jaziranas e elites sírias que procuravam readquirir a posição privilegiada que mantinham sob os omíadas, bem como os soldados coraçanes que ele comandou durante a revolução.
Como o exército de Abedalá começou sua marcha ao Iraque, Almançor virou-se para Abu Muslim em busca de apoio. Embora o califa desconfiava o poder de Abu Muslim, o fato dele ser universalmente popular com os soldados coraçanes da revolução fez-o um candidato ideal para confrontar Abedalá e reunir muitas das tropas coraçanes, que formavam o pilar principal do regime, para o lado califal. Os dois exércitos encontraram-se em Nísibis em novembro de 754. O exército de Abedalá foi dilacerado pela dúvida, pois os coraçanes estavam relutantes em lutar com Abu Muslim — de fato, segundo K.V. Zetterstéen, "diz-se [que Abedalá] havia matado 17 000 coraçanes em seu exército, pois temia que eles nunca lutariam contra Abu Muslim" — e os sírios ainda ressentiam sua derrota nas mãos de Abedalá no Zabe. Nas palavras de Hugh N. Kennedy, Abedalá "suspeitou de traição toda a volta e antes da batalha realmente desenrolar-se", procurando refúgio em Baçorá, onde outro irmão seu, Solimão, foi governador. Apesar da vitória ganha em seu nome, o astuto Almançor moveu-se rapidamente para eliminar Abu Muslim, seu principal chefe remanescente. Alguns meses depois, Abu Muslim foi persuadido a dirigir-se à corte califal, onde foi assassinado.
Abedalá permaneceu em Baçorá sob a proteção de seu irmão até o último ser demitido, dois anos depois. Abedalá foi então preso sob ordens de Almançor, até, em 764, ser "levado para uma casa que havia sido propositadamente minada; ela caiu sobre ele e enterrou-o sob as ruínas" (K.V. Zetterstéen). Pelo tempo de sua morte, diz-se que tinha 52 anos. Apesar da rebelião de Abedalá, ele foi sucedido na Síria por seu irmão Sale e sua família, que permaneceu como supremo potentado abássida na província pelo meio século seguinte.